# Alison Redford

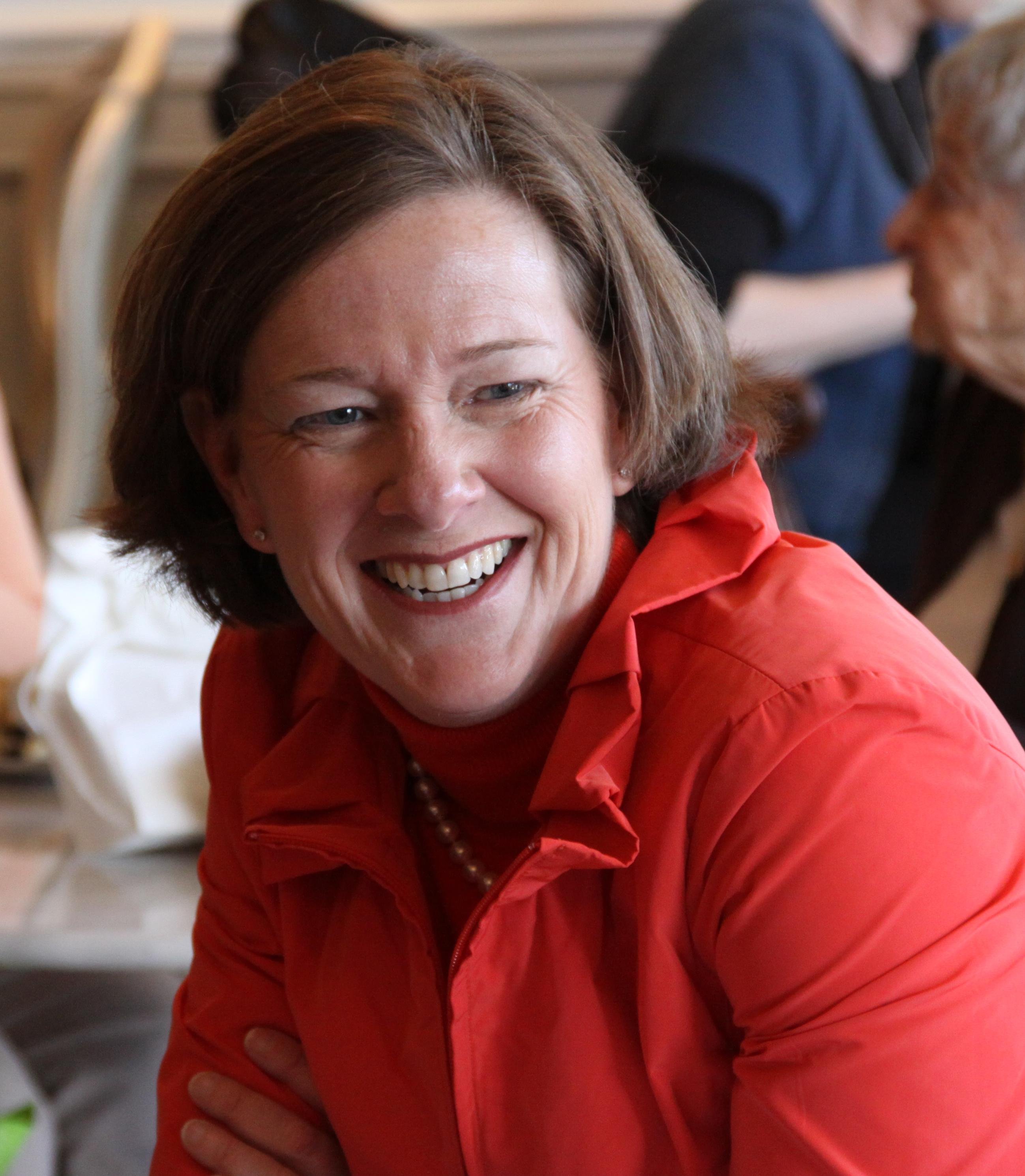
Alison Redford (2012)

Alison Merrilla Redford, QC (* 7. März 1965 in Kitimat, British Columbia) ist eine kanadische Politikerin und Rechtsanwältin. Vom 7. Oktober 2011 bis zum 23. April 2014 war sie die 14. Premierministerin der Provinz Alberta und die erste Frau in diesem Amt. Sie war auch Vorsitzende der Progressive Conservative Association of Alberta. Von März 2008 bis August 2014 vertrat sie den Wahlkreis Calgary-Elbow in der Legislativversammlung von Alberta, im Kabinett ihres Vorgängers Ed Stelmach war sie Justizministerin.

## Biografie

### Studium und Beruf
Redford verbrachte ihre Kindheit in Nova Scotia und Borneo, mit zwölf Jahren kam sie mit ihrer Familie nach Calgary. 1988 schloss sie ihr Rechtsstudium an der University of Saskatchewan ab und arbeitete als Beraterin des damaligen Außenministers Joe Clark. In Calgary eröffnete sie eine eigene Kanzlei. Ab den 1990er Jahren war Redford in verschiedenen Funktionen für die kanadische Bundesregierung, die Europäische Union, die Regierung Australiens und das Sekretariat des Commonwealth of Nations tätig, überwiegend als Beraterin für Verfassungs- und Justizreformen in verschiedenen Ländern Afrikas. Ihre Arbeitsbereiche umfassten die Durchsetzung von Menschenrechten, Probleme der geschlechtlichen Gleichstellung sowie die Entwicklung von Bildungsprogrammen.
Kofi Annan, der Generalsekretär der Vereinten Nationen ernannte Redford zu einer von vier internationalen Wahlkommissären der Parlamentswahl in Afghanistan 2005. Weitere Beratertätigkeiten führen sie unter anderem nach Bosnien und Herzegowina, Serbien, Namibia, Uganda, Simbabwe, Mosambik und auf die Philippinen. Vor Beginn ihrer politischen Karriere leitete sie ein Ausbildungs- und Justizreformprojekt in Vietnam.

### Politische Karriere
Vor der Unterhauswahl 2004 strebte Redford danach, im Wahlkreis Calgary West als Kandidatin der Konservativen Partei Kanadas nominiert zu werden, konnte sich aber nicht durchsetzen. Vier Jahre später, am 3. März 2008, trat sie zur Wahl der Legislativversammlung von Alberta an und wurde im Wahlkreis Calgary-Elbow gewählt. Premierminister Ed Stelmach nahm sie daraufhin in sein Kabinett auf, er ernannte sie zur Justizministerin und zum Attorney General.
Im Januar 2011 kündigte Stelmach seinen baldigen Rücktritt an. Einen Monat später gab Redford bekannt, dass sie um den freiwerdenden Parteivorsitz der Progressive Conservative Association of Alberta kandidieren werde. Wie in den Parteistatuten vorgeschrieben, trat sie daraufhin von ihrem Ministerposten zurück. Beim ersten Wahldurchgang am 18. September 2011 kam Redford hinter dem Favoriten Gary Mar auf den zweiten Platz. In der Entscheidung am 2. Oktober setzte sie sich mit 51 % der Stimmen durch. Am 7. Oktober wurde sie als neue Premierministerin Albertas vereidigt.
Bereits während der Amtszeit Stelmachs hatten die Progressiv-Konservative starke Konkurrenz durch die rechtspopulistische Wildrose Party erhalten, die in Meinungsumfragen zur Regierungspartei aufschloss. Am 26. März 2012 beendete der Vizegouverneur die laufende Legislaturperiode und setzte für den 23. April eine Neuwahl an. Die Zustimmung für die von Danielle Smith angeführte Wildrose Party stieg daraufhin sprunghaft an und während des gesamten Wahlkampfs schien es, als würde die Regierungszeit der Progressiv-Konservativen nach 41 Jahren zu Ende gehen. Doch entgegen allen Prognosen konnte Redford ihre Partei zum Sieg führen, die 61 der 87 Sitze gewann. Beobachter führten dies auf „strategisches Wählen“ von Linken und Liberalen zurück, die ihre Stimme den Progressiv-Konservativen gaben, um einen Wildrose-Wahlsieg zu verhindern. Außerdem sei die Partei unter Redford näher zur politischen Mitte gerückt.

### Premierministerin
Im Dezember 2013 brachte Redford die einflussreiche Alberta Union of Provincial Employees (AUPE), die Gewerkschaft der Angestellten des öffentlichen Dienstes, gegen sich auf. Mit einem Gesetzesentwurf schlug die Regierung die Erhöhung von Strafen für illegale Streiks vor, außerdem sollte der AUPE einseitig das Recht auf Schiedsgerichtsverfahren entzogen werden. Die AUPE reichte eine Klage gegen die Regierung ein und konnte zwei Monate später vor Gericht eine unbefristete einstweilige Verfügung erwirken. Das Gericht sah es als erwiesen an, dass das neue Gesetz die Arbeitsbeziehungen irreparabel beschädigen könnte, Tarifverhandlungen unmöglich und die AUPE effektiv handlungsunfähig machen würde.
Ebenfalls im Dezember 2013 war Redford bei den Gedenkfeierlichkeiten für Nelson Mandela anwesend, da sie mit ihm einst zusammengearbeitet hatte. Für Negativschlagzeilen sorgte die Tatsache, dass ihre Reise nach Südafrika mit 45.000 Dollar zu Buche schlug, davon 10.000 Dollar für einen Charterflug. Später wurde publik, dass sie mit Regierungsflugzeugen in den Urlaub geflogen war; auch ihre zwölfjährige Tochter und deren Freundin waren auf diese Weise gereist. Mehrere Wochen lang weigerte sich Redford, die Kosten für die Südafrika-Reise zurückzuerstatten, bis ihr schließlich Mitte März aufgrund des öffentlichen Drucks keine andere Wahl mehr blieb. Kritisiert wurden auch die hohen Gehälter ihrer Stabsmitarbeiter, die sogar höher seien als diejenigen im Büro des kanadischen Premierministers.
Aufgrund der Kontroversen fielen Redfords Zustimmungswerte in Meinungsumfragen auf 18 %, so tief wie bei keinem anderen Premierminister zuvor. Diese verheerenden Umfragewerte lösten am Wochenende des 15./16. März eine parteiinterne Revolte aus. Der Hinterbänkler Len Webber trat aus der Fraktion aus und warf Redford Mobbing vor. Zehn weitere Abgeordnete erwogen ebenfalls den Austritt und Vize-Energieministerin Donna Kennedy-Glans folgte am 17. März Webbers Beispiel. Mit dem Verlust des Rückhalts in der Fraktion konfrontiert, gab Redford am 19. März ihren Rücktritt bekannt, der vier Tage später erfolgte. Als interimistischer Nachfolger wurde Bildungsminister Dave Hancock bestimmt. Am 6. August gab Redford auch ihr Abgeordnetenmandat auf.